# Susan Herold
Susan Herold (* 9. Januar 1973) ist eine deutsche Juristin. Sie ist seit dem 2. Mai 2024 Richterin am Bundesgerichtshof.

## Leben und Wirken
Nach Abschluss ihrer juristischen Ausbildung trat Herold 2000 in den höheren Justizdienst des Freistaats Sachsen ein. In ihrer Proberichterzeit wurde sie zunächst am Arbeitsgericht Dresden sowie am Landgericht Dresden eingesetzt. Ihre erste Planstelle erhielt sie als Staatsanwältin 2003 bei der Staatsanwaltschaft Dresden. Von August 2007 bis Mitte Oktober 2008 an das Sächsische Staatsministerium der Justiz abgeordnet. Von Dezember 2014 bis Juni 2019 war sie an die Generalstaatsanwaltschaft Dresden abgeordnet. In diese Zeit (Mai 2018) fällt ihre Beförderung zur Staatsanwältin als Gruppenleiterin. Im Februar 2020 wurde Herold zur Richterin am Oberlandesgericht Dresden ernannt und war dort sowohl in einem Straf- wie auch einem Zivilsenat tätig.
Im März 2024 wurde Herold zur Richterin am Bundesgerichtshof gewählt. Am 2. Mai 2024 wurde sie zur Richterin am Bundesgerichtshof ernannt und zunächst dem 2. Strafsenat zugewiesen.